# Piąty muszkieter (film 1979)
Piąty muszkieter (The 5-th Musketeer, znany też jako Behind the Iron Mask oraz Das Geheimnis der eisernen Maske) – film przygodowy z 1979, powstały na motywach powieści Wicehrabia de Bragelonne Aleksandra Dumasa. Ukazuje on losy człowieka w żelaznej masce, który jest tytułowym piątym muszkieterem. Film dość swobodnie podszedł zarówno do faktów historycznych, jak i literackiego pierwowzoru. Zdjęcia kręcono w Wiedniu oraz w Dolnej Austrii.

## Obsada
- Beau Bridges – Ludwik XIV / Filip Żelazna Maska
- Sylvia Kristel – Maria Teresa
- Ursula Andress – Luiza de La Valliere
- Cornel Wilde – D’Artagnan
- José Ferrer – Atos
- Alan Hale Jr. – Portos
- Lloyd Bridges – Aramis
- Ian McShane – Nicolas Fouquet
- Rex Harrison – Jean-Baptiste Colbert
- Olivia de Havilland – Anna Austriaczka
- Bernard Bresslaw – Bernard
- Helmut Dantine – hiszpański ambasador
- Fritz Goblirsch – kamerdyner
- Michael Janish – kapitan straży więziennej
- Elisabeth Neumann-Viertel – przeorysza
- i inni

## Dodatkowe wiadomości
- Reżyseria: Ken Annakin
- Scenariusz: David Ambrose
- Muzyka: Riz Ortolani
- Zdjęcia: Jack Cardiff
- Montaż: Malcolm Cooke
- Producent: Ted Richmond
- Producent wykonawczy: Heinz Lazek
- Studio: S&T-Film Berlin, Sascha-Verleih
- Produkcja: USA, Austria, RFN
- Premiera: 6 kwietnia 1979

## Fabuła
Francja, rok 1660. Atos, Portos, Aramis i d’Artagnan są już na emeryturze i mieszkają w Gaskonii razem ze swym podopiecznym, młodzieńcem imieniem Filip. Pewnego dnia całą piątkę odwiedza ich przyjaciel, minister Colbert, który opowiada im o planach ożenku Ludwika XIV z infantką Marią Teresą – ma to przynieść pokój Francji i Hiszpanii. Rozmowę przerywa pojawienie się żołnierzy królewskich przebranych za bandytów. Czterej muszkieterowie i ich podopieczny stają z nimi do walki, co daje Colbertowi możliwość ucieczki. Mimo zaciekłej obrony bohaterowie zostają aresztowani i wtrąceni do Bastylii, przy czym Filipa zakuto w żelazną maskę. Żołnierzy odpowiedzialnych za osadzenie przyjaciół w więzieniu rozstrzelano, zaś ich przywódca ginie zasztyletowany na ulicy. Wszystko to zostało zlecone przez ministra Fouqueta, zaufanego człowieka króla. W tym samym czasie do Francji przybywa Maria Teresa. Rozmawia ona z hiszpańskim ambasadorem na temat jej planowanego małżeństwa. Księżniczka słyszała bardzo wiele złych rzeczy o swym narzeczonym, więc oświadcza, że jeśli go nie pokocha, to ślub się nie odbędzie bez względu na wiążące się z tym polityczne konsekwencje.
W kraju wrze. Mieszkańcy Paryża głodują i pomstują na króla, który spędza czas na rozrywkach i zabawach w towarzystwie swojej kochanki, Luizy de La Valliere, zaś obowiązki władcy spadają na barki Fouqueta okradającego skarb państwa najwięcej, jak to tylko możliwe. Nikczemny minister wpada na pomysł, jak ostatecznie uciszyć zamieszki panujące w stolicy. Opowiada Ludwikowi o człowieku w żelaznej masce, łudząco podobnym do władcy Francji. Proponuje też, by Filip następnego dnia odegrał rolę króla podczas ceremonii powitania hiszpańskiej infantki. Wtedy też zostanie on zamordowany przez bandytów nasłanych przez Fouqueta na oczach całego Paryża. Godzinę później Ludwik pojawi się przed poddanymi cały i zdrowy pokazując, że ocalał jednak z zamachu. W ten sposób król pozbędzie się niewygodnego sobowtóra i jednocześnie uciszy zamieszki, gdyż poddani uznają go za człowieka chronionego przez samego Boga. Plan ten bardzo podoba się młodemu władcy, dlatego zostaje on zrealizowany i następnego dnia Filip przebrany za Ludwika jedzie nad Sekwanę, by powitać płynącą łodzią do Paryża Marię Teresę. Spotyka Colberta i po cichu wyjawia, kim jest. Minister każe mu uważać na siebie. Chwilę później Filip wchodzi na pomost, który następnie wybucha. Młodzieniec wychodzi z tego jednak cało, gdyż w ostatniej chwili skacze do rzeki, a następnie zabija atakujących go bandytów Fouqueta. Dokonuje tego na oczach hiszpańskiej infantki, która właśnie przybyła do Paryża – jest ona pod wrażeniem rzekomego króla. Filip za radą Colberta wykorzystuje swoją chwilową władzę i publicznie ogłasza amnestię dla wszystkich więźniów w Bastylii, w tym czterech muszkieterów. Ci z pomocą Colberta dostają się do pałacu królewskiego i spuszczają solidne cięgi Fouquetowi, a następnie uciekają z Filipem, który z żalem opuszcza Marię Teresę – zdążył ją bowiem pokochać i to nie bez wzajemności. Piątka uciekinierów ukrywa się w oberży ślepego człowieka imieniem Bernard, dawnego przyjaciela muszkieterów. Tam też Filip prosi przyjaciół o wyjaśnienie swego fizycznego podobieństwa do króla. Jego opiekunowie wyjawiają mu, że jest on bratem bliźniakiem Ludwika XIV, ukrytym w Gaskonii przez Atosa, Portosa, Aramisa i d’Artagnana na polecenie swego ojca. Poza nimi jedynie Colbert oraz królowa matka wiedzieli o wszystkim, a od niedawna wie o tym również Fouquet.
Następnego dnia Maria Teresa odwiedza Ludwika w jego pokojach. Bardzo liczy na kolejną rozmowę z mężczyzną, którego pokochała. Król jednak podsuwa jej do podpisu umowę przedmałżeńską z zawartą klauzulą, aby wiano hiszpańskiej infantki zostało wypłacone jej przyszłemu małżonkowi jeszcze przed zaślubinami. Oburzona księżniczka odmawia podpisania tego dokumentu i wychodzi. Ludwik jest wściekły i pomstuje na Filipa, który jego zdaniem zepsuł mu opinię w oczach narzeczonej. Nieco później Fouquet sprowadza królową matkę, Annę Austriaczkę, obecnie zakonnicę. Kobieta wyjawia synowi prawdziwe pochodzenie człowieka w żelaznej masce i prosi, aby król pozwolił bratu odejść w spokoju przypominając mu o niewidzialnych więzach, jakie łączą ze sobą bliźniaków. Ludwik, chcąc znaleźć ukojenie po tej rozmowie, zabiera Luizę na polowanie do lasu. Tam też wybierają się Maria Teresa i Colbert. Spotykają oni polujących i próbują z nimi porozmawiać, jednak król Francji swoim zachowaniem zraża do siebie swoją narzeczoną, która postanawia natychmiast wrócić do Hiszpanii. Plan swój realizuje w nocy. Colbert powiadamia o wszystkim czterech muszkieterów, próbujących wraz z Filipem potajemnie opuścić Paryż. Jednocześnie Ludwik wyciska z hiszpańskiego ambasadora prawdę o ucieczce infantki, po czym zadaje mu śmierć zamykając go razem z szalonym koniem. Następnie wysyła za narzeczoną pościg, który dopada księżniczkę. Jednak muszkieterowie i ich podopieczny pierwsi doganiają Marię Teresę i ratują ją z opresji, po czym rozdzielają się: Atos, Portos, Aramis i d’Artagnan wracają do oberży Bernarda, zaś Filip ucieka z ukochaną w ostępy. Tam wyjawia dziewczynie, kim naprawdę jest oraz co do niej czuje. Infantka już wie, kogo pokochało jej serce. Udaje się więc z młodzieńcem do najbliższej oberży, gdzie oboje spędzają upojną noc. Na rano kochankowie próbują jechać dalej, ale zostają schwytani przez ludzi Fouqueta. Filip ponownie trafia do Bastylii z twarzą zasłoniętą żelazną maską, zaś Maria Teresa zostaje skazana na areszt domowy, który utrudnia jej Luiza de La Valliere mówiąc księżniczce, że jeśli nie będzie ona pokorną żoną Ludwika XIV, to jej ukochany odpowie za to życiem. Infantka wpada na pomysł ocalenia Filipa, który opowiada po cichu Colbertowi. Ten zaś odwiedza w przebraniu oberżę Bernarda i mówi o wszystkim muszkieterom. Ci postanawiają działać, mimo iż podstęp księżniczki jest bardzo ryzykowny.
W nocy Maria Teresa odwiedza Ludwika i oznajmia mu, iż pragnie być jego posłuszną i oddaną żonę oraz wyciągnąć z tego jak najwięcej korzyści dla siebie. Następnie udając, że chce mu się oddać podaje narzeczonemu wino ze środkiem nasennym, po którym król zasypia. Wówczas do akcji wkraczają czterej muszkieterowie. Podstępem dostają się do pałacu, po czym zabierają ze sobą nieprzytomnego Ludwika i wynoszą go przez tajne przejście (prowadzące przez podziemne kanały) do Bastylii. Tam uwalniają Filipa, którego miejsce w celi zajmuje jego brat. W tym samym czasie Fouquet odkrywa za pomocą swego szpiega kontakty Colberta z muszkieterami. Każe więc uwięzić ministra, którego potem przesłuchuje razem z sadystycznym komendantem Bastylii. Ponieważ ten mimo pobicia milczy, każe go wtrącić do lochu.
Kolejny dzień przynosi niezwykłe zmiany. Filip i Maria Teresa udają się do kościoła, aby wziąć ślub, czemu asystują Atos i d’Artagnan. Jednocześnie Portos i Aramis na polecenie nowego władcy Francji obejmują stanowisko dowódców Bastylii. Dymisjonują więc poprzedniego komendanta i wtrącają go do lochu, a następnie uwalniają Colberta, który jedzie na ceremonię ślubną. Świadkiem tych wydarzeń jest obecny w więzieniu szpieg Fouqueta. Informuje on o wszystkim swego pracodawcę, ten zaś naradza się z Luizą i oboje dochodzą do wniosku, że na tronie zasiada bliźniak króla. Minister postanawia ratować swego władcę, więc z grupą bandytów podstępnie wdziera się do Bastylii i atakuje żołnierzy. Rozpoczyna się bitwa, podczas której ginie Aramis, a Portos zostaje śmiertelnie ranny nożem. W ostatniej chwili dociera on do kościoła, gdzie mówi przyjaciołom o tym, co się stało i umiera. Filip rozumie, że jest w niebezpieczeństwie. Zostawia więc ukochaną pod opieką Atosa i Colberta, po czym wraz z d’Artagnanem biegnie do tajnego przejścia. W tym samym czasie bitwa trwa dalej. Żołnierze z Bastylii pokonują bandytów Fouqueta, ale minister osiąga swój cel – uwalnia króla oraz komendanta, po czym w trójkę idą tajnym przejściem do pałacu. Po drodze spotykają Filipa i d’Artagnana. Dochodzi do walki. D’Artagnan zabija komendanta, a później stacza potyczkę na szpady z Fouquetem, któremu zadaje śmierć. Jednocześnie Ludwik i Filip pojedynkują się ze sobą, jednak podczas starcia lądują w wodzie. Ludwik tonie, zaś Filip zostaje ocalony przez d’Artagnana. Obaj panowie wracają do kościoła, by dokończyć ceremonię. Wówczas to Luiza krzyczy, iż człowiek podający się za króla wcale nim nie jest. Jednak na ślubie obecna jest też Anna Austriaczka, która zna prawdziwą tożsamość rzekomego władcy i przysięga publicznie, że jest on jej synem. Luiza wiedząc, że przegrała wychodzi, zaś Filip i Maria Teresa pobierają się w asyście Atosa, d’Artagnana i Colberta.